# UCLouvain Saint-Louis Bruxelles
Cet article possède un paronyme, voir Université de Bruxelles.
Ne doit pas être confondu avec Université de Saint-Louis ou Université Gaston-Berger.
Pour les articles homonymes, voir Saint-Louis.
L'UCLouvain Saint-Louis Bruxelles (anciennement Facultés universitaires Saint-Louis puis Université Saint-Louis - Bruxelles), fondée en 1858 au centre de Bruxelles, est une université devenue depuis 2024 un campus autonome de l'UCLouvain, spécialisée en sciences humaines et sociales. Ses cinq facultés accueillent 4 500 étudiants, 300 enseignants-chercheurs et 250 chercheurs.
Son site principal est situé dans l'hypercentre de Bruxelles, et son second site au centre du quartier européen.
Jusqu'en 2023, l'Université Saint-Louis était une université indépendante, reconnue et subventionnée par la Fédération Wallonie-Bruxelles. À la suite d'un vote des deux communautés universitaires le 18 mai 2017, elle fusionne avec l'Université catholique de Louvain, et depuis la ratification de cette fusion par un décret approuvé par le parlement, elle forme avec elle depuis 2024 l'UCLouvain.

## Histoire
En 1858, le cardinal-archevêque de Malines, Engelbert Sterckx, crée une section d'enseignement supérieur de philosophie et lettres, qu'il ajoute à un Institut supérieur de commerce Saint-Louis déjà existant, transféré en même temps de Malines à Bruxelles, et auquel s'ajoute dès l'année suivante un collège d'enseignement secondaire. À cette époque, et jusqu'au milieu du XXe siècle, les deux années de "candidature en philosophie et lettres" constituaient le premier cycle "préparatoire aux études de droit".
Cette création répondait au souhait du pape Pie IX d'avoir à Bruxelles une institution catholique de niveau universitaire, et spécialement en philosophie ; Engelbert Sterckx, prudent artisan du compromis entre catholiques et libéraux qui a engendré la Belgique indépendante, et pour éviter à la fois de faire concurrence à l'Université de Louvain et d'exacerber les tensions avec la très laïque Université libre de Bruxelles, répond a minima à cette demande, en se bornant à ajouter une section de philosophie et lettres et des enseignements de sciences à un institut de commerce existant, qu'il transfère pour l'occasion à Bruxelles.
Le cardinal entame de suite un vaste programme de financement, puis de constructions, sur une propriété achetée au 119 rue du Marais, puis en 1864 sur une autre, contigue, à l'ange de la rue du Marais et du boulevard du Jardin botanique, où sera construit en 1911-1912 le bâtiment à clocheton toujours emblématique. Institut supérieur de commerce, collège et "section de philosophie" se développent rapidement, en partageant les mêmes bâtiments et le même nom : Institut Saint-Louis, sous le patronage de saint Louis de Gonzague, jeune jésuite du XVIe siècle. Ils ne s'autonomisent définitivement les uns par rapport aux autres qu'au milieu du XXe siècle. En 1891, comme toutes les autres universités libres, la "section de Philosophie et Lettres" est reconnue par l'État et assimilée à l'enseignement universitaire. Elle compte à cette époque une petite centaine d'étudiants.
Pendant la Première Guerre mondiale, où mourront au combat plus de 230 anciens élèves et étudiants, Saint-Louis abrite de nombreuses activités de résistance, et plusieurs professeurs sont arrêtés et emprisonnés par l'occupant. La même chose se reproduira lors de la Seconde Guerre mondiale.
Au fil du temps, le Saint-Louis universitaire se développe. Les évêques souhaitaient qu'il y ait à Bruxelles des enseignements publics de théologique, mais à nouveau sans concurrencer la Faculté de théologie de Louvain, toute proche ; sous l'impulsion du chanoine Jacques Leclercq, figure du catholicisme d'ouverture, une École des sciences philosophiques et religieuses est donc créée en 1925, organisant à destination, non seulement des étudiants, mais du public extérieur, des cours réguliers, des leçons publiques et des conférences de haut niveau en philosophie et en théologie. La même année, une section néerlandophone de l'Institut de commerce est créée ; elle deviendra l'EHSAL, Economische Hogeschool Sint Aloysius (École supérieure d'économie Saint-Louis), qui s'intégrera à la Katholieke Universiteit Leuven campus Brussel.
En 1948, l'institution universitaire se constitue en ASBL indépendante, sous le nom de Faculté universitaire Saint-Louis. Il faut attendre 1960 pour que la séparation d'avec l'Institut Saint-Louis (d'enseignement primaire et secondaire) soit totalement effective et que les bâtiments soient séparés.

En 1960, la Faculté de droit se constitue en se différenciant de la Faculté de philosophie et lettres. En 1965 est érigée la Faculté des Sciences économiques, sociales et politiques (en abrégé, ESPO). "La Faculté" devient donc Les Facultés universitaires Saint-Louis. La même année, l'Institut supérieur de commerce Saint-Louis se sépare des Facultés ; devenu HEC Saint Louis, il quittera la rue du Marais et s'intégrera à la Haute école Ichec-Ecam-ISFC en 2004.
À partir de 1994, les Facultés Saint-Louis sont habilitées à organiser des programmes de second cycles spécialisés et des études de troisième cycle (doctorats), ce qui dynamise fortement leurs activités de recherche.
Un Institut d'études européennes s'ajoute en 2007, il prend rang de Faculté en 2012. Par un décret de la Communauté française du 7 novembre 2013, les Facultés universitaires Saint-Louis reçoivent l'appellation d'Université Saint-Louis - Bruxelles. En 2014, le premier cycle de traduction et interprétariat de l'Institut libre Marie Haps est intégré à l'Université Saint-Louis en tant que cinquième faculté.

### Rapprochement et fusion avec l'Université catholique de Louvain
Entre 2004 et 2015, le cadre légal du financement universitaire en Belgique francophone est modifié, pour inciter au regroupement des institutions. L'Université libre de Bruxelles (ULB), crée alors avec la Faculté polytechnique de Mons et l'Université de Mons-Hainaut, une Académie universitaire de Wallonie-Bruxelles (2004)dont les Facultés universitaires Saint-Louis se trouvent exclues - comme elles l'avaient déjà été en 2002 lors de la création par l'ULB du Pôle universitaire de Wallonie Bruxelles, qui rassemblait de nombreuses institutions d'enseignement bruxelloise, et jusqu'à l'École royale militaire et le Conservatoire royal de musique - mais excluait les Facultés Saint-Louis. Elles avaient pourtant, les années précédentes, mené une politique de rapprochement avec l'ULB, concrétisé notamment par des échanges réciproques de cours, des collaborations de recherche et des organisations communes d'événements, et maintes fois exprimé, notamment lors des discours rectoraux de rentrée académique, leur préférence pour un unique réseau interuniversitaire en Belgique francophone. Malgré cette répugnance aux camps idéologiques, et puisque désormais une part notable du financement devait passer pas les académies, les Facultés Saint-Louis intègrent donc alors l'Académie Louvain, qui rassemble de ce fait les universités catholiques francophones de Belgique : outre Saint-Louis (FUSL), l'Université Catholique de Louvain (UCL) à Louvain-la-Neuve, les Facultés universitaires Notre Dame de la paix (FUNDP) à Namur et les Facultés universitaires catholiques de Mons (FUCAM).
Toujours dans cette logique de regroupement favorisée par les pouvoirs publics, après trois ans de collaboration dans cette Académie, les recteurs des quatre universités décident, le 12 mars 2007, d'entamer des négociations qui devaient mener à la fusion des quatre établissements en une seule université : l'UCLouvain. Au terme de négociations très approfondies qui débouchaient sur une grande autonomie laissée aux entités fusionnées, et alors que les trois autres institutions s'étaient prononcées pour la fusion, le processus échoue in extremis le 17 décembre 2010, à la suite du vote négatif de l'assemblée générale des FUNDP. L'assemblée générale des FUSL s'était quant à elle prononcée à l'unanimité en faveur de la fusion. L'Académie Louvain a été dissoute en 2015.
Une fusion entre l'Université Saint-Louis Bruxelles et l'Université catholique de Louvain est de nouveau envisagée et, après plusieurs mois de négociations facilitées par les précédents des années 2007-2010, elle est votée le 18 mai 2017. La motivation principale, en ce qui concerne Saint-Louis, en est le fait qu'une petite institution éprouve désormais de grandes difficultés à mobiliser sans s'y épuiser les compétences et services spécialisés qu'exigent les mutations du monde universitaire, le poids des nouvelles contraintes administratives, et la mondialisation, qui demande une visibilité internationale forte pour soutenir la recherche. Malgré l'opposition vigoureuse de l'Université libre de Bruxelles, qui l'interprète dans une logique de concurrence territoriale et de "pilarisation" idéologique, cette fusion est finalement entérinée par le parlement de la Communauté française en décembre 2022. Le 5 juillet 2023, après un ultime vote interne de confirmation, l'Université Saint-Louis - Bruxelles fusionne donc juridiquement avec l'Université catholique de Louvain, créant de ce fait la nouvelle université UCLouvain : celle-ci conserve la forme juridique sui generis attribuée à l'Université catholique de Louvain par la loi du 12 août 1911.
Les cinq facultés du campus Saint-Louis, sous l'autorité du vice-recteur de site élu, tout comme les différents conseils, par les membres du campus, deviennent ainsi des facultés autonomes de la nouvelle UCLouvain, en conservant leur organisation et tous leurs organes et autorités propres (doyens, conseils, secrétariats) pour une période de transition de trois ans renouvelable.
Pour marquer l'événement, en septembre 2024, la rentrée académique solennelle de l'UCLouvain, qui compte à Bruxelles trois sites et 12 000 étudiants, a lieu à Bruxelles, d'abord à l'hôtel de ville et à la cathédrale, puis dans les locaux de Saint-Louis.

### L'université-sœur néerlandophone: de Sint Aloysius à la KULeuven - Brussel
Après l'Ekonomische Hogeschool Sint Aloyisus, les formations proprement universitaires en néerlandais (Lettres et droit) débutent en 1969. En 1973, les deux "régimes linguistiques" qui cohabitaient dans la même institution se séparent, donnant naissance, à côté des Facultés universitaires Saint-Louis, aux Universitaire Faculteiten Sint-Aloysius, qui quittent alors le site du Botanique ; devenues par après la KUB (Katholieke Universiteit Brussel, Université catholique de Bruxelles), elles seront en 2013, tout comme l'EHSAL, intégrées à la KU Leuven campus Brussel. La KULeuven campus Brussel et l'UCLouvain Saint-Louis Bruxelles, établies à 500 m l'une de l'autre aux deux extrémités de la rue du Marais, s'empruntent mutuellement des cours et co-organisent, en anglais, un master spécialisé en économie ; les deux institutions ont chacune racheté une partie des bâtiments de la Banque Belfius, contigus au site du Botanique - créant ainsi, lorsque les travaux d'aménagement seront terminés, un campus bilingue UCLouvain-KULeuven au centre de Bruxelles

## Repères historiques
- 1835 : l'Université catholique de Belgique, installée à Malines, déménage vers Louvain pour former l'Université catholique de Louvain. Est alors fondée à Malines l'École de Commerce et d'Industrie dans les locaux légués par l'université. L'ouverture officielle a lieu en 1838[16].
- 1858 : transfert vers Bruxelles de lÉcole de Commerce et d'Industrie, devenant ensuite lInstitut supérieur de commerce Saint-Louis ; et création d'une Section de philosophie, enseignant la philosophie et les lettres "préparatoires aux études de droit"[6]. Mise en chantier de vastes bâtiments, avec chapelle et internat, entre la rue du Marais et l'ancien hôpital Saint-Jean (alors situé à l'emplacement de l'actuel boulevard Pacheco).
- 1859 : création d'une section d'humanités latines, qui est le début de l'actuel Institut Saint-Louis d'enseignement maternel, primaire et secondaire, qui comptera parmi ses élèves le poète Émile Verhaeren, le dramaturge Michel de Ghelderode, et l'auteur et compositeur Jacques Brel.
- 1891 : la Section de philosophie est reconnue par l'État comme une université libre, devenant la Faculté universitaire Saint-Louis[6].
- 1911-1912 : nouvelle campagne de construction au 36-38 du boulevard du Jardin botanique.
- 1925 : fondation, en complément à la Faculté universitaire Saint-Louis, de l'École des sciences philosophiques et religieuses[17], s'adressant à un public plus large que celui des étudiants.
- 1925 : création de l'EHSAL (Economische Hogeschool Sint-Aloysius), pendant néerlandophone[18] de l'Institut supérieur de commerce Saint-Louis.
- 1929 : une loi confirme le statut universitaire de l'institution[6].
- 1933 : célébration du 75e anniversaire de Saint-Louis au palais des Beaux-Arts, en présence du roi Albert Ier et de la reine Elisabeth, avec une conférence du poète Paul Claudel, ambassadeur de France.
- 1948 : constitution de la Faculté universitaire Saint-Louis en association sans but lucratif.
- 1960 : séparation complète entre la Faculté universitaire d'une part, et l'Institut Saint-Louis (école primaire et secondaire)
- 1960 : création de la Faculté de droit.
- 1964 : début du rectorat d'Henri Van Camp, docteur en théologie et prestigieux professeur de philosophie. Il donnera une grande réputation aux conférence et publications de l'École des sciences philosophiques et religieuses ; en témoignent les prestigieuses signatures des deux volumes d'hommage qui lui furent offerts lors de son éméritat[19].
- 1964 : inauguration du bâtiment du 43, boulevard du Jardin botanique, comprenant les locaux administratifs et des auditoires ; séparation des bâtiments de l'Institut Saint-Louis (primaire et secondaire) et de la Faculté universitaire.
- 1965 : création de la Faculté des Sciences économiques, sociales et politiques.
- 1965 : séparation d'avec l'Institut de commerce Saint-Louis et d'avec l'EHSAL, qui deviennent autonomes mais restent (provisoirement) situés dans les bâtiments universitaires.
- 1969 : nouvelle dénomination : Facultés universitaires Saint-Louis - Universitaire Faculteiten Sint-Aloysius (FUSL) ; premiers cours universitaires en néerlandais (droit, philosophie et lettres). Réforme et démocratisation des structures et organes de gestion, avec notamment une participation des étudiants aux différents niveaux de décision.
- 1973 : début du rectorat du Pr Jacques Dabin[20], juriste et philosophe, qui remplira quatre mandats (1973-1923). Il jouera un rôle important dans la préparation du décret du 05.09.1994 réorganisant l'enseignement universitaire en Belgique francophone.
- 1973 : indépendance des Universitaire Faculteiten Sint-Aloysius, qui, devenues KUB (Katholieke Universiteit Brussel), puis intégrées à la KULeuven, s'installeront finalement avec l'EHSAL, à l'autre bout de la rue du Marais.
- 1973 : inauguration du bâtiment du 109, rue du Marais (auditoires, locaux étudiants), déménagement de l'Institut Saint-Louis (école primaire et secondaire) et de l'Institut supérieur de commerce Saint-Louis vers le no 113 de la même rue - les nouveaux bâtiments étant dessinés par l'architecte Roger Bastin, en faisant un large usage du béton brut de décoffrage, "à la fleur de bois".
- 1973 : création des "Publications des Facultés universitaires Saint-Louis", devenues "Presses universitaires de Saint-Louis" (près de 250 ouvrages publiés de 1973 à 2024)[21].
- 1974 : création du "Séminaire interdisciplinaire d'études juridiques", qui deviendra une pépinière de travaux et de chercheurs, donnant naissance à ce qu'on a pu appeler "l'École de Saint-Louis" en philosophie et théorie du droit, illustrée par Michel van de Kerchove, François Ost, Hugues Dumont, Philippe Gérard, Antoine Bailleux, etc.[22]
- 1980 : fondation du Centre d'études interdisciplinaires de la région bruxelloise (CERB)[23] ; création des formations de premier cycle en horaire décalé (le soir et le samedi) en droit et en sciences politiques.
- 1983 : les Facultés fêtent leur 125e anniversaire, en présence de S.M. le roi Baudouin.
- 1989 : création de l'Académie européenne de théorie du droit (European Academy of légal Theory) par les prof. François Ost et Mark Van Hoete, doyens des Facultés de droit des Facultés Saint-Louis et de la KUBrussels.
- 1991 : création des programmes bilingues français-néerlandais, en collaboration avec l'université-sœur néerlandophone, devenue Katholieke Universiteit Brussel.
- 1993 : élection au rectorat du Pr Michel van de Kerchove, , juriste et philosophe , fondateur du Séminaire interdisciplinaire d'Études juridiques.
- 1993 : création des programmes trilingues français-néerlandais-anglais et bilingues français-anglais en droit et sciences sociales.
- 1994 : autorisation par décret d'organiser des études de doctorat et des études spécialisées de second cycle.
- 2003 : élection au rectorat du Pr Jean-Paul Lambert, ingénieur et économiste, spécialisé dans les questions d'économie et d'organisation de l'enseignement supérieur. Son rectorat sera marqué par la forte croissante des Facultés, par la construction de nouveaux bâtiments, et par les différentes réorganisations du paysage de l'enseignement universitaire et supérieur en Belgique francophone[24]. Après son éméritat, il sera en 2024 désigné comme président de l'ARES (Académie de recherche et d'enseignement supérieur), l'organisme public qui coordonne l'ensemble de l'enseignement supérieur et de la recherche scientifique en Belgique francophone[25]
- 2004 : incendie, puis reconstruction du bâtiment Préfecture.
- 2004 : adhésion à la charte Erasmus de l'Union européenne.
- 2004 : fondation de l'Académie Louvain, regroupant les quatre institutions universitaires de tradition catholique.
- 2006 : passage du premier cycle de deux à trois années d'études ("réforme de Bologne")
- 2007 : création de l'Institut d'études européennes. Début des négociations pour une fusion avec l'UCL, les FNDP et les Fucam.
- 2008 : pour leur 150e anniversaire, les Facultés décernent leurs premiers Doctorats honoris causa.
- 2009 : de mars à septembre, une petite centaine de personnes sans papiers en demande de régularisation sont hébergées dans la salle de sport, au centre des bâtiments, avec le soutien des autorités universitaires, du personnel et des étudiants[26].
- 2010 : échec de la fusion, malgré le vote positif des FUSL, de l'UCL et des Fucam.
- 2011 : inauguration du nouveau bâtiment au no 119 de la rue du Marais, abritant en particulier l'Institut d'études européennes et sa bibliothèque spécialisée.
- 2013 : début du rectorat du Pr Pierre Jadoul, juriste. Les FUSL deviennent l'Université Saint-Louis - Bruxelles, une des six universités de la Fédération Wallonie-Bruxelles.
- 2015 : création de la Faculté de traduction et interprétation Marie Haps, incorporant les bacheliers en traduction-interprétation de l'Institut libre Marie-Haps (Haute École de Vinci) et donc, partage avec celle-ci des campus rue d'Arlon (quartier européen) et chaussée de Wavre (site Tilleuls).
- 2015 : achat à la banque Belfius du bâtiment de la rue de l'Ommegang, travaux d'aménagement, avec la construction d'un auditoire de 700 places et d'un espace polyvalent pour 1 200 personnes, et transfert de la bibliothèque ; trois étages sont vendus à une société spécialisée pour y installer des logements pour étudiants.
- mai 2017 : le conseil d'administration de l'Université catholique de Louvain et l'assemblée générale de l'Université Saint-Louis - Bruxelles décident, à 90 % des suffrages chacun, de fusionner et fonder l'UCLouvain
- mai 2018 : inauguration du bâtiment Ommegang, faisant doubler la superficie de Saint-Louis.
- 2021 : célébration du 30e anniversaire des programmes bilingues, en présence de S.M. le roi Philippe et des recteurs de l'UCLouvain, de la KULeuven et de l'ULB.
- juin 2023 : élection au rectorat de la Pr Isabelle Hachez, juriste. Le recteur Pierre Jadoul reste en fonction pour un an, afin d'assurer la transition avec la situation créée par la fusion avec l'UCLouvain - où il devient "vice-recteur Saint-Louis".
- 5 juillet 2023 : l'Université Saint-Louis - Bruxelles fusionne juridiquement avec l'Université catholique de Louvain, avec laquelle elle crée ainsi l'UCLouvain. Saint-Louis y devient un campus autonome, en conservant pour une période transitoire de trois ans, renouvelable, ses organes propres de direction et de gestion, tant au niveau de l'ensemble que de chacune des Facultés et de la recherche, et sa totale autonomie financière[27].
- 14 septembre 2023 : l'Université devient le campus UCLouvain Saint-Louis Bruxelles de l'UCLouvain. Première rentrée académique solennelle de l'UCLouvain à Bruxelles: séance à l'hôtel de ville, messe du Saint-Esprit à la cathédrale, cortège rue du Marais, séance académique au grand auditoire du bâtiment Ommegang.
- juin 2023 : à l'occasion du départ à la retraite de Michel Gotti, responsable du service technique, son nom est attribué à l'entrée principale du bâtiment Préfecture, qui devient l'Espace Michel Gotti. C'est le seul lieu de l'Université qui porte le nom d'un de ses membres.
- 2024 : création de la Fondation Saint-Louis, L'objectif de cette Fondation est, dans un contexte de définancement dramatique des universités en Belgique francophone (près de 30 % en 15 ans[28]), de financer des solutions pour accompagner les étudiants, maintenir la qualité de l'enseignement et de la recherche, et moderniser les bâtiments d'un point de vue environnemental. Son président est le diplomate Alexis Brouhns[29] et sa secrétaire générale l'ancienne ministre Céline Frémault[30].

## Recteurs et rectrice de Saint-Louis
- 1964-1973 : Henri Van Camp, théologien et philosophe ;
- 1973-1993 : Prof. Jacques Dabin, juriste et philosophe ;
- 1993-2003 : Prof. Michel van de Kerchove, juriste et philosophe ;
- 2003-2013 : Prof. Jean-Paul Lambert, économiste ; à partir de 2024, président de l'ARES ;
- 2013-2023 : Prof. Pierre Jadoul, juriste ; mandat prolongé de septembre 2023 jusqu'en septembre 2024 en tant que "Vice-Recteur Saint-Louis" de l'UClouvain - Saint-Louis Bruxelles ;
- Depuis 2023 : Prof. Isabelle Hachez[31], juriste, qui prendra ses fonctions de "vice-rectrice Saint-Louis" en septembre 2024[31].

## DocteursHonoris causa
- 2008 : à l'occasion du 150e anniversaire des Facultés :
- pour la Faculté de philosophie et lettres, Nele Paxinou, fondatrice des Baladins du miroir ;
- pour la Faculté de droit, Daniel Cohn-Bendit, homme politique franco-allemand ;
- pour la Faculté ESPO, Prof. Partha Dasgupta, économiste du développement ;
- 2015 : David Van Reybrouck, écrivain citoyen ;
- 2016 : Prof. Marie-Claire Foblets, anthropologue du droit et spécialiste du droit des migrations ;
- 2017 : Prof. Jean-Marc Ferry, philosophe ;
- 2018 : Prof. Bea Cantillon, professeure à l'Université d'Anvers, directrice du Centrum voor Sociaal Beleid Herman Deleeck ;
- 2019 : Fondation Urgenda pour la justice climatique ;
- 2021 : Gérard Noiriel, historien ;
- 2022 : Prof. Lisa Waddington, spécialiste du droit européen du handicap[32].

## Physionomie actuelle

### Le projet universitaire
Une charte, intitulée "missions et objectifs" détaille le projet de l'institution. Elle insiste sur quelques caractéristiques :
- l'interdisciplinarité ;
- une gestion souple par concertations et décisions en "circuits courts" ;
- les collaborations extérieures, notamment en matière de recherche et de service à la société ;
- une attention particulière à la pédagogie, à l'accompagnement des étudiants et à leur introduction à l'esprit de recherche dès les premières années d'université ;
- l'inclusion des diversités - culturelles, linguistiques, convictionnelles, socio-économiques ;
- un pluralisme particulier marqué par une libre attention aux questionnements et convictions "ultimes" et à la capacité chrétienne d'inspiration.

### Enseignement
En tant qu'université, Saint-Louis est autorisée à délivrer tous les grades de l'enseignement supérieur belge, du Bachelier au premier cycle jusqu'au Doctorat (troisième cycle). L'UCLouvain Saint-Louis est spécialisée dans les études du premier cycle universitaire : autrefois les diplôme de Candidature en deux ans, aujourd'hui les programmes de Bachelier. Historiquement, les formations des facultés Saint-Louis étaient en effet préparatoires aux formations de second cycle à l'Université catholique de Louvain. Bien que toutes dites de transition, les formations de premier cycle proposées n'ont pas toutes d'équivalent de niveau Master sur le site Saint-Louis. Plutôt, les programmes sont accordés avec les Masters organisés par l'UCLouvain, principalement à Louvain-la-Neuve.
Depuis 1994, l'université propose des programmes de deuxième et de troisième cycles. Des Masters et Masters de spécialisation sont offerts dans des domaines spécialisés tels que les droits humains, le droit de l'environnement, la gestion des risques financiers, et les études européennes. Certains Masters sont organisés en coopération avec d'autres institutions. Saint-Louis propose aussi des certificats universitaires de formation continue.
Saint-Louis est habilitée à délivrer des doctorats dans tous les domaines qu'elle enseigne, à travers une dizaine de centres de recherche.
En termes de programmes académiques, Saint-Louis met l'accent sur une approche interdisciplinaire. Les programmes de sciences politiques, sociologie, anthropologie, et des sciences de l'information et de la communication sont communs lors de la première année, et partagent de nombreux cours avec les programmes de sciences de gestion et d'ingénierie de gestion. Saint-Louis était la seule université belge à maintenir des mineures dans bon nombre de programmes, permettant l'interdisciplinarité, qui sont maintenues depuis la fusion constituant l'UCLouvain. Pour les mêmes diplômes, les cursus diffèrent ainsi entre l'UCLouvain Saint-Louis à Bruxelles et les programmes offerts à Louvain-la-Neuve ou à l'UCLouvain FUCaM Mons. Saint-Louis encadre également les double cursus, permettant l'obtention de doubles diplômes de Bachelier, simultanés, dans la plupart des disciplines enseignées.
Les cursus présentent également la particularité – parmi les autres universités de la Fédération Wallonie-Bruxelles – d'être organisés en plusieurs langues. La plupart des formations proposées sont disponibles dans des cursus bilingues ou trilingues, les cours étant organisés en français, en néerlandais et en anglais. Certains cours en langue néerlandaise sont organisés en partenariat avec la KU Leuven, dont le campus bruxellois, voisin à l'UCLouvain Saint-Louis, constitue historiquement l'embranchement néerlandophone des Facultés Saint-Louis. L'UCLouvain et la KU Leuven offrent également, par le biais de leurs implantations voisines, des doubles diplômes et des programmes entièrement en anglais. La majorité des étudiants à l'UCLouvain Saint-Louis Bruxelles sont inscrits dans un programme plurilingue.

### Recherche
En plus des quelques 300 enseignants, près de 250 chercheurs collaborent aux trois instituts de recherche interdisciplinaires et aux 18 centres de recherche. Une caractéristique de cette recherche est de nouveau son caractère interdisciplinaire, les centres de recherche étant d'ailleurs regroupés sous l'Institut de recherche interdisciplinaire Saint-Louis, composante de l'UCLouvain. Cette interdisciplinarité est favorisée par la fréquentation quotidienne entre acteurs de toutes disciplines qui se croisent dans un environnement relativement restreint.

## Localisation
L'USL-B est située sur deux campus, respectivement à Bruxelles et à Ixelles.

### Site Saint-Louis
| ___ | Ce site est desservi par les stations de métro : Rogier et Botanique. |

Le campus principal, Saint-Louis, avec 4,8 ha d'espace universitaire est situé en plein centre-ville, proche de la Grand-Place et de la cathédrale Saints Michel et Gudule, dans le quartier délimité par les rues de l'Ommegang et du Marais, et les boulevards du Jardin botanique et Pachéco. Il est desservi par les stations de métro toutes proches Rogier et Botanique, et l'arrêt de bus Saint-Louis.
Il est proche (500 m) de la gare du Nord, et – surtout depuis l'inauguration du bâtiment Ommegang en 2017 – jouxte la gare du Congrès, sur la Jonction Nord-Midi. Il est tout proche du centre culturel du Botanique et de son parc, de la Cité administrative de l'État,, de la place Rogier, du centre commercial City 2 et de la rue Neuve, et de l'hôpital Saint-Jean. .
Le campus y est scindé en deux par l'Institut secondaire Saint-Louis ; les différentes Facultés y opérant de manière mélangée (sauf pour la Faculté Marie Haps d'interprétariat, localisée dans le quartier européen). Au nord les différents bâtiments s'articulent autour d'une cour centrale. Le bâtiment Botanique 43, héberge le rectorat, les décanats, les Presses universitaires et des auditoires. Le bâtiment Préfecture relie le Botanique 43 au reste du campus. Reconstruit après un incendie en 2004, ses murs et une partie de son escalier témoignent du premier immeuble de l'UCLouvain Saint-Louis, datant de la première moitié du XIXe siècle. Il accueille le restaurant du personnel ainsi qu'une reconstitution d'une salle d'audience au tribunal. Le bâtiment Marais 119 abrite la radio universitaire, l'Institut d'Études européennes et sa bibliothèque (le centre de documentation européenne). Le Botanique 38, classé, est le bâtiment historique de l'université et abrite divers bureaux et services des décanats et du rectorat. Au sud, le bâtiment Marais 109 accueille des auditoires, la cafétéria étudiante (nommée Club-house) et un espace étudiant. L'édifice Ommegang, inauguré en 2017 et le plus grand bâtiment de l'université, reprend les administrations facultaires, les locaux et le restaurant des étudiants, des logements et plusieurs grands auditoires.

### Site Marie Haps
| ___ | Ce site est desservi par la station de métro : Trône. |

Les cours de la Faculté de traduction et interprétation Marie Haps se donnent principalement sur le campus Marie-Haps, partagé avec la Haute École Vinci, à Ixelles, dans le quartier européen, plus précisément devant le Parlement européen, historiquement dans l'Hôtel Beernaert. Les bâtiments du campus Marie-Haps sont situés de part et d'autre de la rue d'Arlon. Les cours de langue (hors cursus) se donnent dans un bâtiment de bureaux plus au Nord, entre la rue d'Arlon et la rue de Trèves, où siégeaient dans le passé les départements néerlandophones de Marie-Haps (qui ont intégré l'Erasmushogeschool Brussel et la LUCA School of Arts).

#### Implantation Tilleuls
La Faculté Marie-Haps est également implantée sur le site Tilleuls (ancienne Maison médicale de l'Œuvre du calvaire) situé chaussée de Wavre, composée d'une vaste maison de campagne, une conciergerie, une chapelle et l'ancien hôpital transformé en salles de cours.

## Enseignement
L'université comporte cinq facultés. En 2023-2024, elle compte 4 500 étudiants

### Évolution démographique des étudiants
Étudiants inscrits à l'Université Saint-Louis - Bruxelles au 1er décembre (doctorants exclus),. 

### Filières plurilingues
"Une attention particulière à l'apprentissage des langues, concrétisée dans ses programmes multilingues" (point 3, VI. Charte de qualité de l'USL)
L'Université Saint-Louis offre des programmes d'études bilingues (en français-néerlandais ou en français-anglais) et trilingues (français-néerlandais-anglais) pour les bacheliers, organisées par la majorité des facultés : celle de droit, la faculté des sciences économiques, sociales, politiques et de la communication (ESPO) ainsi que la faculté de philosophie, lettres et sciences humaines. Les étudiants sont immergés graduellement dans l'autre langue, le volume horaire à suivre en anglais ou en néerlandais s'accroissant au fil des années d'études.
Un test de langue (anglais et/ou néerlandais) est organisé en début d'année pour permettre aux étudiants d'évaluer leur niveau et de déterminer s'ils peuvent ou non être dispensés du ou des cours de langue correspondants figurant au programme ordinaire. Ils conservent la possibilité de revenir au programme ordinaire en cas de difficultés persistantes.
Pour les cours en néerlandais, selon la faculté, ils se donnent soit sur le campus de Saint-Louis, soit en immersion à la KU Leuven campus Brussel. Les cours en anglais sont intégralement donnés sur les campus de Saint-Louis. Le programme trilingue français-anglais-néerlandais combine les deux précédents.
Actuellement, environ 50 % des étudiants de l'USL-B, selon les disciplines, sont engagés dans une filière plurilingue.
Depuis l'année 2020, la Faculté ESPO organise également des programmes de bachelier en anglais, notamment en ingénierie commerciale,.

### Bachelier supplémentaire (double cursus)
Le "programme de bachelier complémentaire" permet à des étudiants motivés d'obtenir un second titre de bachelier en plus du premier. De par les nécessaires exigences de pluridisciplinarité et complétude qu'ils incarnent ; les diplômes de double-bacheliers cristallisent l'idéal académique de l'Université Saint-Louis, qui pré-organise ces double-cursus en évitant d'éventuels conflits horaires et en facilitant les inscriptions administratives pour les étudiants.

### Formations en horaire décalé
Les Facultés de droit et le département de sciences politiques de la Faculté ESPO organisent des programmes de premier cycle complets en horaire décalé, organisé en, soirée et les samedis, avec une pédagogie adaptée: ces programmes sont surtout fréquentés par des personnes déjà engagées dans la vie professionnelle, et qui souhaitent se recycler ou acquérir un nouveau diplôme.

## Les cinq facultés et l'École

### Faculté de philosophie, lettres et sciences humaines
Elle comptait en 2021 plus de 210 étudiants : environ 50 en philosophie, 70 en histoire, 65 en langues et lettres romans et orientation générale, 30 en langues et lettres germaniques.
Fondée en 1858, elle est la plus ancienne des facultés, historiquement à l'origine de l'Université Saint-Louis via son département de philosophie "préparatoire aux études de droit". Elle prend l'abréviation PHLB au sein de l'UCLouvain.
Bacheliers : philosophie, histoire, langues et lettres françaises et romanes, langues et lettres modernes : germaniques, ou orientation générale.Jusqu'à l'année académique 2004-2005, l'Université Saint-Louis organisait également une candidature en Langues & littératures classiques (Latin, Grec), qui a été remplacée par un nouveau bachelier en langues et lettres modernes (orientation générale).
Masters de spécialisation : master de spécialisation en cultures et pensées cinématographiques (organisé avec l'UNamur), master de spécialisation en archivistique, gestion et droit des données (avec l'UCLouvain et l'UNarmur).
Certificats : certificat d'université en didactique de la philosophie et de la citoyenneté
Liste des Doyens récents : l'historien Jean-Marie Cauchies, le germaniste Jean Heiderscheidt, l'historien Jean-Pierre Nandrin, le philosophe Laurent Van Eynde (2010-2013), la romaniste et philosophe Isabelle Ost (2013 - 2019), l'historien Philippe Desmette (2019 -...).

### Faculté de droit
Elle comptait en 2021 plus de 1 900 étudiants.
L'Université enseigne le droit depuis sa fondation en 1858, à l'époque via son département de philosophie " préparatoire aux études de droit". La faculté de droit s'est constituée en 1967 (en parallèle avec la réforme du Code judiciaire) et propose un programme de bachelier en droit proposé en version française, et depuis 1992 en version bilingue (néerlandais) ou trilingue (néerlandais-anglais). Elle prend l'abréviation DRTB au sein de l'UCLouvain, et fonctionne en parallèle à la faculté DRT active à Louvain-la-Neuve.
Bacheliers : droit, en français en horaire du jour ou décalé, en bilingue français-anglais ou français-néerlandais et en trilingue français-anglais-néerlandais. Les cours en néerlandais sont dispensés à la KU Leuven campus Brussel.
Masters de spécialisation : master de spécialisation en droits humains (codiplômé avec l'UNamur et l'UCLouvain), master de spécialisation en droit de l'environnement et en droit public immobilier (organisé avec la faculté de droit et de criminologie de l'UCLouvain), master de spécialisation en approche interdisciplinaire des droits de l'enfant (co-organisé avec l'ULiège, l'UCLouvain, l'UNamur et l'ULB).
Certificats : certificat interuniversitaire en expertise judiciaire (organisé avec l'UNamur et l'UCLouvain), certificat interuniversitaire en gestion des droits intellectuels et des pratiques numériques (avec l'UCLouvain), Interuniversity Certificate in Competition Law (avec l'ULiège et la Brussels School of Competition), certificat interuniversitaire en connaissances juridiques pour le traducteur et/ou l'interprète juré (avec l'UCLouvain), certificat interuniversitaire en médiation (avec l'UNamur et l'UCLouvain) ainsi que deux options de spécialisation du dernier : certificat interuniversitaire en médiation civile et sociale et médiation commerciale (MCCS) et certificat interuniversitaire en médiation locale, scolaire, pénale et en soins de santé (MLSPSS).
Liste des Doyens : Gérard Van Bunnen (1967-1974 - également Conseiller d'État); Michel van de Kerchove (1974-1982), François Ost (1982-1993), Philippe Gérard (1993-1999), Hugues Dumont (1999-2005), Yves Cartuyvels (2005-2010), Pierre Jadoul (2010-2013), Sébastien Van Drooghenbroeck (2013-2018), Pierre-Olivier de Broux (2018-2023); Nicolas Bernard (2023-...).

### Faculté des sciences économiques, sociales, politiques et de la communication (ESPO)
Elle compte en 2021 plus de 1 550 étudiants.
La faculté ESPO (ou ESPB au sein de l'UCLouvain pour ne pas la confondre avec la faculté homonyme active à Louvain-la-Neuve, Mons et Charleroi) est fondée en 1965 (l'acronyme date de l'époque, les formations en sciences de l'information et de la communication ayant été créées plus tard). Cependant, des formations en sciences économiques étaient organisées depuis 1858 par ce qui était alors l'Institut supérieur de commerce Saint-Louis, non universitaire, et qui s'est séparé des Facultés en 1965. La faculté ESPO est divisée en deux départements : sciences sociales ("POLS") (sciences politiques : 400 étudiants ; sociologie-anthropologie : 107 étudiants ; information et communication : 230 étudiants) ; et économie et gestion (Économie et gestion: 522 étudiants ; ingénieurs de gestion : 300 étudiants). Toutes les formations sont disponibles en français, en bilingue français-anglais, ou en trilingue français-néerlandais-anglais.
Bacheliers : sciences économiques et de gestion, ingénieur de gestion, sciences politiques (cours du jour et horaire décalé), sociologie et anthropologie, information et communication, Bachelor of Science in Business Engineering (codiplômé avec la KU Leuven).
Master : master en stratégie et analyse de la communication interactive et collaborative (codiplômé avec l'ISFSC).
Masters de spécialisation : master de spécialisation en gestion des risques financiers, master de spécialisation en études de genre (codiplômé par toutes les universités francophones de Belgique).
Certificats : Executive Master Immobilier (organisé avec l'ICHEC), certificat interuniversitaire en sciences religieuses et sociales : l'islam dans le monde contemporain (organisé avec l'UCLouvain), certificat interuniversitaire Preparation to the Chartered Financial Analyst Exam (organisé avec l'UCLouvain), certificat interuniversitaire (Re)Inventing your Compliance program (organisé avec l'UCLouvain).
Liste des Doyens récents : le philosophe Henri Declève, le mathématicien Léopold Simar, l'économiste Jean-Paul Lambert, le sociologue Luc Van Campenhoudt, l'économiste Anne-Marie de Kerchove, le sociologue Michel Hubert, l'économiste Bertrand Hamaide, le psychologue Frédéric Nils (2011-2014), l'économiste Xavier Wauthy (2014-2022), le sociologue Abraham Franssen (2022-...).

#### Faculté de traduction et d'interprétation Marie Haps
Elle comptait en 2021 plus de 500 étudiants.
Depuis septembre 2015, l'Institut libre Marie Haps (Haute École Léonard de Vinci) s'est scindé en deux, à la suite du décret intégrant aux universités les formations de traduction et d'interprétation. Les bacheliers en traduction-interprétation se sont joints à Saint-Louis, créant ainsi une nouvelle faculté d'interprétariat, et tout en restant géographiquement sur le campus Marie Haps (quartier européen), désormais partagé avec la haute école, alors que les formations de master en traduction et en interprétation ont incorporé l'Université catholique de Louvain et ont déménagé à Louvain-la-Neuve, au sein de la Faculté de philosophie, arts & lettres.
Une fusion des deux sections (premier et second cycle), visant soit à la création d'un faculté de traduction-interprétation à part entière, soit une incorporation complète au sein de la nouvelle Faculté de philosophie, arts et lettres (avec laquelle sera également fusionnée la Faculté de philosophie, lettres et sciences humaines de Saint-Louis), est en cours de discussion à la suite de la création de l'UCLouvain.
Certificat : Certificat interuniversitaire en connaissances juridiques pour le traducteur et/ou l'interprète juré.

#### Institut d'études européennes (IEE)
Depuis 2007, l'Université Saint-Louis organise un master en études européennes au sein de son institut d'études européennes installé avec la bibliothèque, le centre de documentation européenne 119, rue du Marais. Ce master est suivi durant la première année à l'UCLouvain et depuis 2008, la deuxième année du master a lieu (deux modules sur les trois disponibles, un seul constituant l'année d'études) à l'Université Saint-Louis; à partir de 2024, les deux années seront organisées par l'UCLouvaion Saint-Louis Bruxelles.
Depuis l'année 2012-2013, l'IEE Saint-Louis a été érigé en faculté, dénommée IEEB au sein de l'UCLouvain.Il est prévu qu'à l'issue de la période transitoire de fondation de l'UCLouvain, il fusionne avec l'Institut d'études européennes de l'université de Louvain (qui lui n'est pas une entité indépendante mais fait partie de la Faculté ESPO louvaniste), créant un Master in European studies, entièrement en anglais, sur le site Saint-Louis, 
Master : master en études européennes, codiplômé avec l'université catholique de Louvain ; dont les programmes de double diplômes (bien qu'organisés entre trois universités) de master en études européennes et internationales 'Capitales européennes' avec Sciences Po Strasbourg, de Master's Degree in European studies et de Master's Degree in European, Russian and Eurasian Studies avec l'Université Carleton à Ottawa, Canada, ainsi qu'un double diplôme avec l'Université de Montréal. L'université développe également un double diplôme de master en études européennes (option études internationales) avec l'université de Montréal (UdeM).
Masters de spécialisation : master de spécialisation interdisciplinaire en études européennes, master de spécialisation en entreprises et politiques économiques et européennes, co-organisés avec l'UCLouvain, lAdvanced Master in European Business and Economic Policy codiplômé avec la Louvain School of Management, et le master de spécialisation en EU Environmental Governance.
Certificats : certificat en analyse juridique et économique de l'intégration européenne, certificat en analyse historique et culturelle de l'intégration européenne, certificat Europa Plus (organisés avec l'UCLouvain), Module Jean Monnet de la Commission européenne (EU Environmental Policies & Law), EU Business Law & WTO Trade Practice Summer School.
Liste des Présidents: le juriste constitutionnaliste Hugues Dumont, le politologue Denis Duez, le juriste Antoine Bailleux.

#### École des Sciences philosophiques et religieuses
Depuis 1925, l'École des Sciences philosophiques et religieuses organise à destination, non seulement des étudiants, mais aussi et surtout du public extérieur, des cours, conférences, séminaires, leçons publiques, journées d'étude et sessions en philosophie, théologie, sciences religieuses et sciences humaines et sociales. À sa tribune se sont succédé un bon nombre des acteurs les plus importants de la recherche philosophique et théologique en pays francophones; ces activités ont donné lieu à un nombre important de publications aux Presses de l'université.
Depuis 2020, l'École s'est organisée en deux sections: l'une consacrée à la philosophie, l'autre à la théologie et aux sciences religieuses. Chacune organise des "chaires" (séminaires) de deux jours, des leçons publiques, cours-conférences et journées d'études.
Certificat: Certificat en sciences sociales et religieuses: l'islam dans le monde contemporain 
Présidents de l'École: Jacques Leclercq ; Henri Van Camp (secrétaire depuis 1936, président jusqu'en 1983) ; Daniel Coppieters de Gibson ; Michel van de Kerchove ; Anne-Marie Dillens ; Laurent Van Eynde ; Hugues Dumont (pôle sciences religieuses) et Isabelle Ost (pôle philosophie).

## Recherche
Depuis sa fondation, Saint-Louis articule étroitement la recherche et l'enseignement, la production du savoir et sa transmission. Les premiers centres de recherche se sont constitués à la fin du XIXe siècle ; mais il faut attendre la création du Séminaire interdisciplinaire d'études juridiques pour voir se développer une véritable recherche collective. En 1995, le décret organisant l'enseignement supérieur accorde à Saint-Louis le droit d'organiser des seconds cycles spécialisés et des études de doctorat, contribuant ainsi à l'expansion de la recherche.
L'université compte trois instituts de recherche, fédérant chacun plusieurs pôles ou centres de recherche:
- Réseau Interdisciplinarité et Société (RIS).
- Institut de recherches interdisciplinaires sur Bruxelles (IRIB), formé en 1980, quinze ans avant la création de la région de Bruxelles-Capitale, en tant Centre d'études interdisciplinaires de la région bruxelloise (CERB)[23].
- Institut d'études européennes (IEE), fondé en 2007 et devenu une faculté en 2012.

et de nombreux centres de recherche :
- Centre belge d'études bourguignonnes 1400-1600
- Centre d'anthropologie, sociologie et psychologie : études et recherches (CASPER)
- Centre de droit privé (CePri)
- Centre de Recherche en Économie (CEREC)
- Centre de recherche en science politique (CReSPo)
- Centre de recherches en histoire du droit, des institutions et de la société (CRHiDI)
- Centre d'étude du droit de l'environnement (CEDRE)
- Centre d'études sociologiques (CES)
- Centre Innovation - Proprieté intellectuelle (CIPI)
- Centre interdisciplinaire de recherches en droit constitutionnel et administratif (CIRC)
- Centre interuniversitaire d'étude de la mobilité
- Centre Prospero - Langage, image et connaissance
- Groupe de recherche en matière pénale et criminelle (GREPEC)
- Observatoire du SIDA et des sexualités
- Pôle de Recherches sur la Communication et les Médias (PReCoM)
- Séminaire de mathématiques appliquées aux sciences humaines (SMASH)
- Séminaire des Sciences du Langage (SeSLa)
- Séminaire interdisciplinaire d'études juridiques[52] (SIEJ)
- TranSphères (Traductologie)

L'Université Saint-Louis - Bruxelles a aussi créé le Brussels Studies Institute, avec l'Université libre de Bruxelles et la Vrije Universiteit Brussel.

### Service à la société: spécialisation sur Bruxelles
L'USL-B a toutes ses implantations sur le territoire de la Ville de Bruxelles. Plusieurs de ses centres de recherche se spécialisent donc sur les questions bruxelloises. Lorsque les Régions wallonne et flamande sont créées en 1980 et que le Parlement ne parvient pas à trouver de solution pour Bruxelles, est créé à Saint-Louis le Centre d'études interdisciplinaires de la région bruxelloise par des politiciens et professeurs des universités Saint-Louis et de Louvain, dont Francis Delpérée. En 1982, ce centre devient le Centre d'études régionales bruxelloises, ayant pour seul objectif la résolution du conflit bruxellois dans le processus de régionalisation de la Belgique. Ce n'est qu'en 1989 que la Région de Bruxelles-Capitale est constituée. Depuis, l'université a démarré le développement d'une série « d'indicateurs statistiques bruxellois » devenue référence en matière de financement et fiscalité bruxelloises.
En 2000, l'université intègre l'enjeu bruxellois dans ses « missions et objectifs » et est fondé le Réseau interdisciplinaire de recherche sur Bruxelles (RIB). C'est ainsi qu'est notamment constitué par Saint-Louis le groupe Levier, réunissant chercheurs et experts de Saint-Louis, l'ULB, la VUB, l'UCLouvain, la KU Leuven, les FUCaM et d'anciens instituts d'architecture (La Cambre et Sint-Lukas), afin de discuter des moyens d'action publique à Bruxelles.
En 2006, le Réseau interdisciplinaire de recherche sur Bruxelles de l'université Saint-Louis est chargé par le gouvernement de la Région de Bruxelles-Capitale de fonder une revue scientifique, Brussels Studies, interdisciplinaire et inter-universitaire, afin de regrouper toute recherche sur Bruxelles.
À la suite de la forte croissance de l'université en matière de recherche bruxelloises et dans l'enjeu d'une fusion future avec l'université catholique de Louvain, l'université Saint-Louis fonde en 2008 l'Institut de recherches interdisciplinaires sur Bruxelles (IRIB), englobant et coordonnant les 19 centres de recherche de l'université au niveau de leurs études portant sur Bruxelles.
En 2014, l'université Saint-Louis fonde le Brussels Studies Institute, en collaboration avec l'université libre de Bruxelles et la Vrije Universiteit Brussel, soutenu par la région bruxelloise.

### Publications des Facultés universitaires Saint-Louis
Les "Publications des Facultés universitaires Saint-Louis" ont été créées en 1973, dans l'élan du développement de la recherche, à l'époque en particulier à l'École des sciences philosophiques et religieuses et au Séminaire interdisciplinaire d'études juridiques. Devenues "Presses universitaires Saint-Louis - Bruxelles" https://pusl.usaintlouis.be/, elles publient une collection générale (170 titres en 2024), une collection de travaux et recherches (65 vol.), des Précis, et plusieurs revues scientifiques, dans tous les domaines couverts par l'enseignement et la recherche à Saint-Louis.

## Infrastructures: site principal et bâtiments

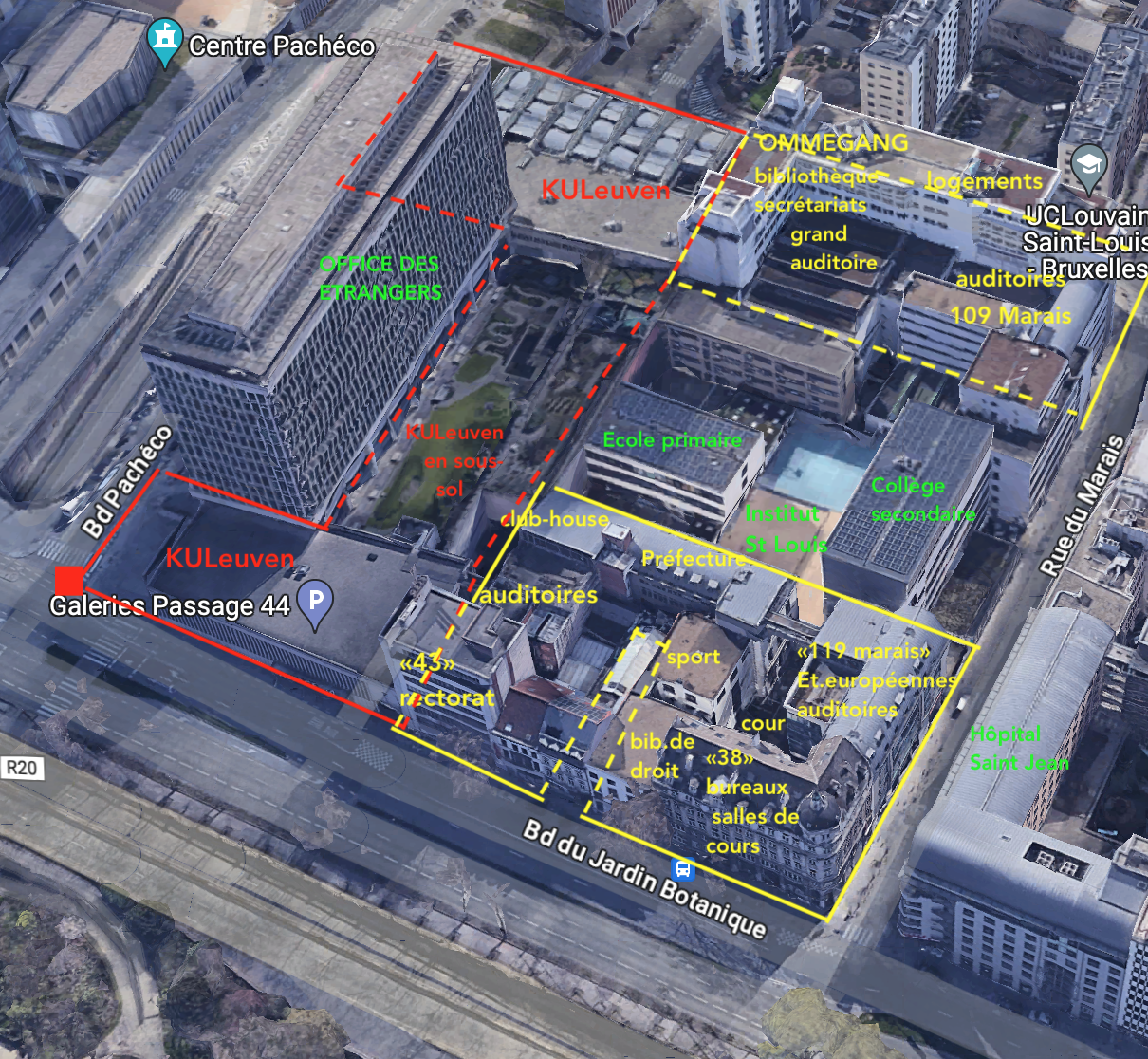
Le campus de Saint-Louis à Bruxelles, avec ses voisins

Le campus est constitué de deux ensembles, séparés par les bâtiments du collège : l'un, boulevard du Jardin botanique et début de la rue du Marais, amalgame de constructions étalées sur un siècle et demi, formant un véritable labyrinthe autour d'une cour centrale ; l'autre, constitué de deux bâtiments modernes contigus, à l'angle de la rue du Marais et de la rue de l'Ommegang.
Des grands bâtiments construits dans les années 1860, il ne reste que le bâtiment dit "de la préfecture", totalement reconstruit en 2004 à l'exception des murs extérieurs. Plus tardif (1911-1912), le bâtiment du 36-38, boulevard du Jardin botanique, surmonté d'une emblématique coupole à clocheton à l'angle de la rue du Marais et du boulevard du Jardin botanique ; au rez-de chaussée est installée une pharmacie qui a gardé son beau mobilier ancien. L'intérieur garde quelques rares témoins des XIXe siècle et XXe siècle : les vitraux de la cage d'escalier, des boiseries et colonnes aux étages, et dans l'entrée le monument aux très nombreux (237 !) anciens étudiants et élèves du collège tués pendant la Première Guerre mondiale.
En 1964 est inauguré le bâtiment du 43, boulevard du Jardin botanique, avec en façade le rectorat et les décanats, et à l'arrière la bibliothèque et des auditoires, dont le grand auditoire 1 (450 places) ; sur le toit sera installé en 2004 le club-house du personnel, avec sa terrasse.
En 1973, on démolit d'anciens bâtiments, dont la vaste chapelle ; l'architecte Roger Bastin construit le bâtiment du 109, rue du Marais - auditoires, salles de cours et locaux étudiants, en faisant largement appel au béton brut de décoffrage, qui laisse voir "la fleur du bois" : il construit dans le même style ceux du collège, qui séparent ce nouveau bâtiment de ceux du boulevard du Jardin botanique afin de préserver la tranquillité des professeurs prêtres qui logeaient dans ces derniers...
Dans les années 1970, les Facultés achètent le domaine du moulin de Limal, près de Louvain-la-Neuve, à titre de placement immobilier, et en font un centre de sports et d'activités "au vert". Le domaine sera revendu dans les années 2000 pour financer les nouvelles constructions.
Années 1990 : le bâtiment du 39, boulevard du Jardin botanique, est démoli (à l'exception de la façade) et reconstruit pour abriter une salle de sport, des salles d'informatique et des salles de lecture pour les bibliothèques spécialisées de droit et d'Espo.

En 2004, dans le vieux bâtiment de la préfecture, un incendie causé par un court-circuit électrique dans le plafond d'un bureau ravage des bureaux, et une grande partie de la bibliothèque est inondée à la suite de l'intervention des pompiers. Le bâtiment est alors entièrement reconstruit en ne gardant que les murs extérieurs, et en augmentant nettement la surface utile (six niveaux au lieu de quatre) : une nouvelle bibliothèque y est inaugurée en 2005, sauvegardant une partie de l'ancien et imposant escalier en bois ; un nouveau club-house pour le personnel est installé sur le toit en terrasse, à côté d'une grande salle de conférences. La bibliothèque principale de l'université déménagera une nouvelle fois en 2018, aux 3e et 4e étages du nouveau bâtiment Ommegang.
En 2011, inauguration d'un nouveau bâtiment du 119, rue du marais : institut d'études européennes avec sa bibliothèque spécialisée, auditoires et bureaux. Une audacieuse passerelle, au 6e étage, le relie au bâtiment de la préfecture.
En 2015, pour désengorger l'infrastructure de l'institution, dont le nombre d'étudiants a triplé en quinze ans, l'université fait l'acquisition d'un immeuble de bureaux appartenant à la banque Belfius : l'Ommegang, contigu au bâtiment de l'Université sis109, rue du Marais. Y sont construits de nouveaux auditoires dont le plus grand de Saint-Louis (700 places), une nouvelle bibliothèque, une nouvelle salle polyvalente pour 1 300 personnes, des locaux pour les étudiants, les secrétariats facultatives et une centaine de logements étudiants. Les nouvelles installations, accessibles en 2017, font passer la superficie du campus principal Saint-Louis de 25 000 à 47 000 m2.

En 2021, la KULeuven, qui est installée à l'autre bout de la rue du Marais et qui a absorbé les anciennes sections néerlandophones des Facultés Saint-Louis, achète elle aussi une partie des anciens bâtiments Belfius : la galerie du "Passage 44" et le bâtiment terminal rue de l'Ommegang ; les deux sont contigus aux bâtiments de Saint-Louis. Lorsque auront été réalisés les importants travaux d'aménagement, prévus pour un total de 27 000 m2, le tout constituera avec le campus de l'UCLouvain - Saint-Louis un campus bilingue UCLouvain-KUleuven de 10 000 étudiants au centre de Bruxelles, un demi-siècle après la séparation des deux universités à Leuven.

## Alumni

### Artistes
- André Ruyters (1876-1952), écrivain, cofondateur de la Nouvelle Revue française.
- Henri Bauchau (1913-2012), poète et romancier, membre de l'Académie royale de langue et de littérature françaises de Belgique.
- Thomas Owen (1910-2002), écrivain, membre de l'Académie royale de langue et de littérature françaises de Belgique.
- Typh Barrow (°1991), musicienne.

### Médias
- Pierre Goemaere (1894-1975), journaliste, romancier, directeur de la Revue belge[59].
- Bernard Le Grelle (1948) (Comte), journaliste d'investigation, conseiller politique, écrivain, ancien expert des Nations unies.
- Benjamin Maréchal (°1978), animateur à VivaCité.

### Universitaires
- Thomas Braun (1876-1961), avocat et bâtonnier, écrivain, membre de l'Académie royale de langue et de littérature françaises de Belgique.
- Jean-Marie Cauchies (° 1951), historien, ancien doyen de la Faculté de philosophie et lettres, membre de l'Académie royale de Belgique.
- Bernard Coulie (°1959), ancien recteur de l'UCLouvain.
- Etienne Davignon (°1932), administrateur de sociétés et ministre d'État.
- Henri Davignon (1879-1964), administrateur de société, romancier, essayiste
- Pierre Daye (1892-1960), premier chef de groupe rexiste à la Chambre des représentants, journaliste.
- Louis de Halleux (1858-1948), haut magistrat, écrivain[60].
- Francis Delpérée (°1942), professeur de droit constitutionnel à l'UCLouvain et sénateur.
- Henri De Page (1894-1969), professeur de droit civil à l'ULB.
- Georges-Henri Dumont (1920-2013), historien, membre de l'Académie royale de langue et de littérature françaises de Belgique.
- Emmanuelle (sœur), née Thérèse Mouquin (1908-2009), religieuse, fondatrice des "chiffonniers du Caire".
- Xavier Hanotte (°1960), traducteur littéraire et écrivain, membre de l'Académie royale de langue et de littérature françaises de Belgique.
- Jacques Leclercq (1871-1971), prêtre et écrivain, , professeur de philosophie et de sociologie, fondateur de la Revue chrétienne
- Franz Merjay (1852-1917), fusillé par l'armée allemande durant la Première Guerre mondiale.
- François Ost (°1951), juriste et philosophe, écrivain
- Charles Terlinden, historien, professeur à l'Université catholique de Louvain[61].
- Edmond Thieffry (1892-1929), avocat et as de l'aviation durant la Première Guerre mondiale.
- Françoise Tulkens (°1942), ancienne vice-présidente de la Cour européenne des droits de l'homme, docteur en droit, membre de l'Académie royale de langue et de littérature françaises de Belgique.
- William Ugeux (1909-1997), juriste, résistant[62].
- Léon van der Elst (1856-1933), haut fonctionnaire, diplomate.
- Philippe Van Parijs (°1951), philosophe

### Politiques
- Emily Hoyos (°1977), ancienne coprésidente d'Ecolo, ancienne présidente du Parlement wallon.
- Pierre Harmel (1911-2009), ancien Premier Ministre.
- Benoît Cerexhe (°1961), ancien ministre de la Région bruxelloise et bourgmestre de Woluwe-Saint-Pierre.
- Henry Carton de Wiart (1869-1951), avocat, ministre, écrivain, membre de l'Académie royale de langue et de littérature françaises de Belgique.
- Paul-Henry Gendebien (°1939), ancien député européen, ancien député à la Chambre, ancien président du Rassemblement Wallonie France.
- Bénédicte Linard (1976), ministre de la Communauté française.
- Georges-Louis Bouchez (1986), sénateur.

### Sportifs
- Louise Cavenaile (°1989), hockeyeuse belge, membre de l'équipe olympique aux Jeux de Londres en 2012.

## Organisations étudiantes

### Centre d'action universitaire
Le CAU, le Centre d'Action Universitaire est l'organisation étudiante chargée de représenter les étudiants dans les divers organes de direction de l'université: conseils d'administration, de direction, de facultés. Le CAU organise également des soirées (par exemple la Welcome Party), d'autres animations (par exemple des sorties théâtre), et se charge de l'élection des délégués de cours. L'équipe du CAU est élue chaque année après les vacances de Pâques. Cette équipe entre en fonction l'année suivante et se compose d'un Exécutif et d'un nombre variable de Commissaires. Lors de la fusion fondant l'UCLouvain, Il est prévu de devenir une partie constituante de l'AGL, l'Assemblée générale des étudiants de Louvain, tout en conservant son subside propre et devenant un conseil AGL de site, comme c'est le cas à Mons et à Woluwe, mais conservant sa dénomination CAU.

### Erasmus Student Network
Avec sa faculté de traduction et interprétation Marie Haps, l'université Saint-Louis participe au programme Erasmus depuis sa création en 1987, et effectuait déjà des échanges étudiants avec l'université de Grenade depuis les années 1970. L'université n'organisant quasiment que des programmes de bachelier, il est possible d'effectuer un séjour Erasmus ou résultant d'un accord bilatéral en troisième année de bachelier dans quatre facultés, depuis la signature de la convention Erasmus de l'Union européenne en 2004. Première antenne bruxelloise francophone, la section ESN Saint-Louis Brussels de l'Erasmus Student Network accueille et soutient les étudiants entrants effectuant un séjour à Saint-Louis mais aussi à l'Institut libre Marie Haps, à l'École centrale des arts et métiers, à l'EPHEC, et à l'UCLouvain Bruxelles Woluwe et UCLouvain Bruxelles Saint-Gilles. ESN Saint-Louis est membre fondateur d'ESN Brussels United et membre d'ESN Belgium.
On compte près d'une vingtaine de cercles étudiants et kits à projet: parmi eux

### Le Cercle Saint-Louis
Le Cercle Saint-Louis (CSL) est une association d'étudiants et d'anciens étudiants de l'Université qui s'efforce de perpétuer et de promouvoir à Saint-Louis le folklore estudiantin qui lui est propre. Depuis ses débuts, le Cercle remplit un rôle d'intégration des étudiants, en les accompagnant au cours de leur parcours académique tout en les divertissant. Auparavant, seul le comité de baptême (une douzaine de personnes) se chargeait de l'organisation de toutes les activités. À présent, le comité a été scindé en deux entités chapeautées par un bureau exécutif. Le Cercle Saint-Louis existe depuis plusieurs dizaines d'années et transmet chaque année aux nouveaux étudiants des facultés les belles traditions du folklore estudiantin en leur proposant des activités tout au long de l'année, à commencer par le baptême.
AIESEC 
L'AIESEC (association internationale des étudiants en sciences économiques) a une section à Saint-Louis. Elle propose aux étudiants des stages de volontariat ou professionnels à l'étranger ainsi que la possibilité d'intégrer le comité local. AIESEC se veut apolitique. Elle est présente dans plus de 110 pays avec plus de 86 000 membres. Son but est de permettre aux jeunes de développer leur leadership et d'avoir un impact positif sur la société.. AIESEC bénéficie du statut consultatif auprès du Conseil économique et social des Nations unies (ECOSOC), de l'Organisation internationale du travail (OIT) et de l'Organisation des Nations unies pour l'éducation, la science et la culture (UNESCO).

#### Sources primaires (publications d'époque documentant l'histoire de l'université Saint-Louis)
- Institut Saint-Louis, Mémorial 1858-1908, Bruxelles, Charles Bulens, 1908, 209 pp.
- Institut Saint-Louis, Bruxelles. Liber memorialis, 75e anniversaire, 1858-1933, s.l.n.d. [Bruxelles, 1933], 123 p. et pl. h.-t.
- La Gestapo à Saint-Louis, dans Revue de Saint-Louis, 4e s., no 3, avril 1948, p. 238-249.
- J. Paquet et G. Braive, Facultés universitaires Saint-Louis. Bibliographie académique (Corps académique et scientifique) 1960-1970, Bruxelles, 1971, 124 pp.
- G. Braive et A. Tihon, Facultés universitaires Saint-Louis. Bibliographie académique 1971-1980, Bruxelles, 1982, 143 pp.
- D. Coppieters de Gibson, 1858-1983, CXXVe anniversaire des Facultés, dans Bulletin d'information [des] Facultés universitaires Saint-Louis, no 17, juillet 1983, p. 1-6.
- Catalogue général 1999-2000, avant-propos de F. Ost, Bruxelles, 1999 (Publications des Facultés universitaires Saint-Louis, hors-série), 73 pp.
- Facultés universitaires Saint-Louis. Guide de la recherche 2002, [coordination éditoriale assurée par E. Bousmar], avant-propos de M. van de Kerchove, Bruxelles, 2002, 228 pp.

#### Sources primaires (souvenirs consignés ou collectés)
- Franz De Ruyt, « La Faculté Saint-Louis en 1925 », dans Bulletin d'information [des] Facultés universitaires Saint-Louis, no 11-12, mai 1980, p. 12-17.
- R. Demain, « Souvenirs de 1928-1930 », dans Bulletin d'information [des] Facultés universitaires Saint-Louis, no 20, janvier 1985, p. 11-13.
- G.-H. Dumont, « Souvenirs de notre immédiat avant-guerre (1938-1940) », in Bulletin d'information [des] Facultés universitaires Saint-Louis, no 13, mars 1981, p. 1-12

#### Travaux sur l'histoire de l'université Saint-Louis
- Gaston Braive, Histoire des Facultés universitaires Saint-Louis, des origines à 1918, Bruxelles, 1985.
- Pierre Sauvage et Claude Soetens, Les années 30 aux Facultés Saint-Louis. Conférences données le 29 mai 1984, Bruxelles, 1985.
- Gaston Braive, « Les premières étudiantes à la Faculté Saint-Louis en 1925 », in Bulletin d'information [des]Facultés universitaires Saint-Louis, no 25, juillet 1987, p. 15-20.
- Gaston Braive, « La situation des filles à la Faculté Saint-Louis en 1925 », in Bulletin d'information [des] Facultés universitaires Saint-Louis, no 26, janvier 1988, p. 17-20.
- Gaston Braive, « Le Cercle d'histoire du chanoine De Lannoy », in Bulletin d'information [des] Facultés universitaires Saint-Louis, no 27, juillet 1988, p. 13-16.
- Gaston Braive, « Une société d'étudiants issue du contexte politico-estudiantin des années '30 », in Bulletin d'information [des] Facultés universitaires Saint-Louis, no 29, juillet 1989, p. 13-17.
- André Tihon, « Jacques Leclercq à Saint-Louis », in Jacques Leclercq (1891-1971). Célébration du centenaire, Bruxelles, 1991 [sive Rixensart, 1992].
- Gaston Braive, « En marge d'une élection à l'Académie: Henry Bauchau (Faculté Saint-Louis 1931-1933) », in Bulletin d'information [des] Facultés universitaires Saint-Louis, 19e a., 1992, no 34, p. 5-8
- Gaston Braive, « L'enseignement de la philosophie morale aux Facultés universitaires Saint-Louis (1858-1968) », dans Variations sur l'éthique. Hommage à Jacques Dabin, Bruxelles, 1994, p. 39-55.
- Gaston Braive, « Tentations droitières dans la jeunesse étudiante catholique », in Francis Balace e.a., De l'avant à l'après-guerre. L'extrême-droite en Belgique francophone, Bruxelles, 1994, p. 17-40
- Gaston Braive, « Étudiants universitaires bruxellois sous l'Occupation : Saint-Louis avant et après la fermeture de l'ULB », in M. Depaepe et D. Martin (dir.), La Seconde Guerre mondiale, une étape dans l'histoire de l'enseignement, Bruxelles, 1997, p. 145-166
- André Tihon, « Van Camp, Henri », in Nouvelle biographie nationale, t. VI, Bruxelles, Académie royale de Belgique, 2001, p. 346-348.
- Eric Bousmar (avec la coll. de Paul Fontaine), Le Monument aux morts de l'Institut Saint-Louis, sculpté par Frans Huygelen (1922), dans 14-18 s'affiche. Expositions organisées dans le cadre de la semaine de la Grande Guerre à l'Université Saint-Louis « 1914-1918 : les arts de la mémoire » du 23 au 27 février 2015, Bruxelles, Université Saint-Louis, [2015], non pag. [p. 13-15], plaquette in-8° hors-commerce. Également diffusé sous forme d'un feuillet tiré à part (une illustration changée) : E. Bousmar (avec la coll. de P. Fontaine), Le Monument aux morts de l'Institut Saint-Louis, sculpté par Frans Huygelen (1922), Bruxelles, Université Saint-Louis, 2015, un feuillet in-4° recto-verso, 2 ill., hors-commerce.
- Eric Bousmar, L'abbé Jean Schoonjans (1897-1976) et la vulgarisation de l'histoire, de la Faculté Saint-Louis à la série Nos Gloires, dans B. Federinov, G. Docquier et J.-M. Cauchies (éd.), A l'aune de Nos Gloires. Edifier, narrer et embellir par l'image. Actes du colloque tenu au Musée royal de Mariemont les 9 et 10 novembre 2012, Bruxelles-Morlanwelz, Presses de l'Université Saint-Louis/Musée royal de Mariemont, 2015 (Monographies du Musée royal de Mariemont, 20 ; Cahiers du CRHiDI, hors-série), p. 73-119.  (ISBN 978-2-930469-53-9), ISSN 1782-6675, ISSN 1370-2262.